# Anthidioma chalicodomoides
Anthidioma chalicodomoides är en biart som beskrevs av Pasteels 1984. Anthidioma chalicodomoides ingår i släktet Anthidioma och familjen buksamlarbin. Inga underarter finns listade i Catalogue of Life.